# Volpiano
Volpiano é uma comuna italiana da região do Piemonte, província de Turim, com cerca de 13.521 habitantes. Estende-se por uma área de 32 km², tendo uma densidade populacional de 407 hab/km². Faz fronteira com San Benigno Canavese, Lombardore, Chivasso, Leinì, Brandizzo, Settimo Torinese.

## Demografia
| Variação demográfica do município entre 1861 e 2011                               |
|                                                                                   |
| Fonte: Istituto Nazionale di Statistica (ISTAT) - Elaboração gráfica da Wikipedia |